# قاي إم. تاونسند
قاي إم. تاونسند (بالإنجليزية: Guy M. Townsend)‏ هو طيار وضابط أمريكي، ولد في 25 أكتوبر 1920 في كولومبوس في الولايات المتحدة، وتوفي في 28 مارس 2011 في ميرسير آيلاند في الولايات المتحدة.